# San Onofre, Colombia
San Onofre är en ort i Colombia.   Den ligger i departementet Sucre, i den norra delen av landet, 600 km norr om huvudstaden Bogotá. San Onofre ligger 37 meter över havet och antalet invånare är 32 957.
Terrängen runt San Onofre är platt, och sluttar söderut. Runt San Onofre är det ganska tätbefolkat, med 54 invånare per kvadratkilometer. Det finns inga andra samhällen i närheten. Omgivningarna runt San Onofre är huvudsakligen savann.